# José Serpa
José Rodolfo Serpa Pérez (Sampués, Sucre, Colombia, 17 de abril de 1979) es un ciclista colombiano.

## Biografía
Ciclista amateur de talento, quedó segundo en la Vuelta al Táchira de 2006, José Serpa se convirtió en profesional después a los 26 años en el equipo Serramenti PVC Diquigiovanni-Androni Giocattoli. Especialista en carreras por etapas, buen rodador y escalador, se distinguió tanto en las carreras de América del Sur como en las carreras por etapas de la temporada. 
Sus victorias importantes fueron adquiridas en América del Sur: una etapa de la Vuelta a Chile, la medalla de oro en los Juegos Panamericanos en la prueba contra reloj, una etapa de la Vuelta a Colombia y otra en la Vuelta a Venezuela en 2006, una nueva etapa en la Vuelta al Táchira en 2007, y el Clásico Ciclístico Banfoandes, más dos etapas en 2008. Ese mismo año participa en los Juegos Olímpicos de Pekín.
Es un especialista del Tour de Langkawi, prueba que ha ganado en dos ocasiones (2009 y 2012), además de haber ganado una etapa cada año desde 2006, e incluso dos en 2006 y 2012, entre ellas la etapa reina a Genting Highlands (cuatro veces). También ganó en enero de 2009 una etapa en el Tour de San Luis hecho que repitió en el mismo tour en 2011 al ganar la segunda etapa y lograr el liderato parcial de la vuelta para terminar siendo subcampeón del tour solo 38 segundos por detrás del chileno Marco Arriagada vencedor de la prueba.
Después de siete años de pedalear en Europa en el equipo de Gianni Savio (Androni Giocattoli) y a sus 33 años, Serpa llegó a un equipo del WorldTour, ya que firmó un contrato para la temporada 2013 con el equipo Lampre, en el que acompañó a su compatriota Winner Anacona., el cual se encuentra actualmente en el equipo Movistar.
En el año 2016 regresó a Colombia para el pelotón nacional después de correr por más de 10 años en equipos extranjeros por Europa, así que a su regreso se unió el equipo Team Sonora-Dimonex para la temporada 2016 que estuvo a cargo del exciclista colombiano Víctor Hugo Peña.

## Palmarés

### Ruta
| 1998 - 3.º en el Campeonato de Colombia Contrarreloj sub-23 2002 - 3.º en el Campeonato de Colombia Contrarreloj 2003 - Juegos Panamericanos Contrarreloj - 2.º en el Campeonato de Colombia Contrarreloj 2005 - 3.º en el Campeonato de Colombia Contrarreloj 2006 - Vuelta a Venezuela, más 1 etapa - 2 etapas del Tour de Langkawi - 1 etapa de la Vuelta a Colombia - 1 etapa de la Vuelta a Chile - 2.º en el Campeonato de Colombia Contrarreloj - Campeonato Panamericano en Ruta - UCI America Tour 2007 - 1 etapa del Tour de Langkawi - 1 etapa de la Vuelta al Táchira 2008 - 1 etapa del Tour de Langkawi - 1 etapa de la Vuelta a Venezuela - Clásico Ciclistico Banfoandes, más 2 etapas | 2009 - 1 etapa del Tour de San Luis - Tour de Langkawi más 1 etapa - 1 etapa de la Vuelta a Venezuela 2010 - 1 etapa de la Settimana Coppi e Bartali - 1 etapa de la Semana Lombarda 2011 - 1 etapa del Tour de San Luis - Giro del Friuli 2012 - Tour de Langkawi, más 2 etapas 2014 - Trofeo Laigueglia 2017 - 1 etapa de la Vuelta a Colombia 2018 - 1 etapa de la Vuelta al Táchira - Vuelta a Antioquia - 1 etapa de la Vuelta a Colombia 2019 - 3.º en el Campeonato de Colombia en Ruta |

### Pista
2003
- 3.º en los Juegos Panamericanos en la modalidad de persecución por equipos

2007
- 2.º en los Juegos Panamericanos en la modalidad americana
- 2.º en los Juegos Panamericanos en la carrera a los puntos

## Resultados en Grandes Vueltas y Campeonatos del Mundo
| Carrera              | Carrera              | 2006 | 2007 | 2008 | 2009 | 2010 | 2011  | 2012 | 2013 | 2014 | 2015  | 2016 | 2017 | 2018 | 2019 |
| -------------------- | -------------------- | ---- | ---- | ---- | ---- | ---- | ----- | ---- | ---- | ---- | ----- | ---- | ---- | ---- | ---- |
|                      | Giro de Italia       | 31.º | —    | 26.º | 9.º  | 30.º | 52.º  | 87.º | 27.º | —    | —     | —    | —    | —    | —    |
|                      | Tour de Francia      | —    | —    | —    | —    | —    | —     | —    | 21.º | 48.º | 122.º | —    | —    | —    | —    |
|                      | Vuelta a España      | —    | —    | —    | —    | —    | —     | —    | —    | 93.º | —     | —    | —    | —    | —    |
| Mundial en Ruta      | Mundial en Ruta      | —    | Ab.  | —    | 74.º | 34.º | 124.º | —    | —    | —    | —     | —    | —    | —    | —    |
| Mundial Contrarreloj | Mundial Contrarreloj | —    | 43.º | —    | 22.º | —    | —     | —    | —    | —    | —     | —    | —    | —    | —    |

—: no participa
Ab.: abandono

## Equipos
- Serramenti PVC Diquigiovanni/Androni Giocattoli (2006-2012)
  - Selle Italia-Serramenti Diquigiovanni (2006)
  - Serramenti PVC Diquigiovanni-Selle Italia (2007)
  - Serramenti PVC Diquigiovanni-Androni Giocattoli (2008-2009)
  - Androni Giocattoli-Serramenti PVC Diquigiovanni (2010)
  - Androni Giocattoli-C.I.P.I (2011)
  - Androni Giocattoli - Venezuela (2012)
- Lampre-Merida (2013-2015)
- Team Sonora-Dimonex (2016)
- SuperGiros (2017)
- GW Shimano (2018-2019)